# دييغو بيخارانو
دييغو بيخارانو (بالإسبانية: Diego Bejarano)‏ (24 أغسطس 1991 بوليفيا - ) هو لاعب كرة قدم بوليفي، يلعب كلاعب وسط، شارك في كوبا أمريكا المئوية.

## روابط خارجية
- دييغو بيخارانو على موقع قاعدة بيانات كرة القدم.إي يو (الإنجليزية)
- دييغو بيخارانو على موقع ناشيونال فوتبول تيمز (الإنجليزية)
- دييغو بيخارانو على موقع Soccerway.com (الإنجليزية)
- دييغو بيخارانو على موقع AS.com (الإسبانية)